# Salamandra salamandra
La salamandra pezzata (Salamandra salamandra Linnaeus, 1758) è un anfibio urodelo appartenente alla famiglia Salamandridae.

## Descrizione

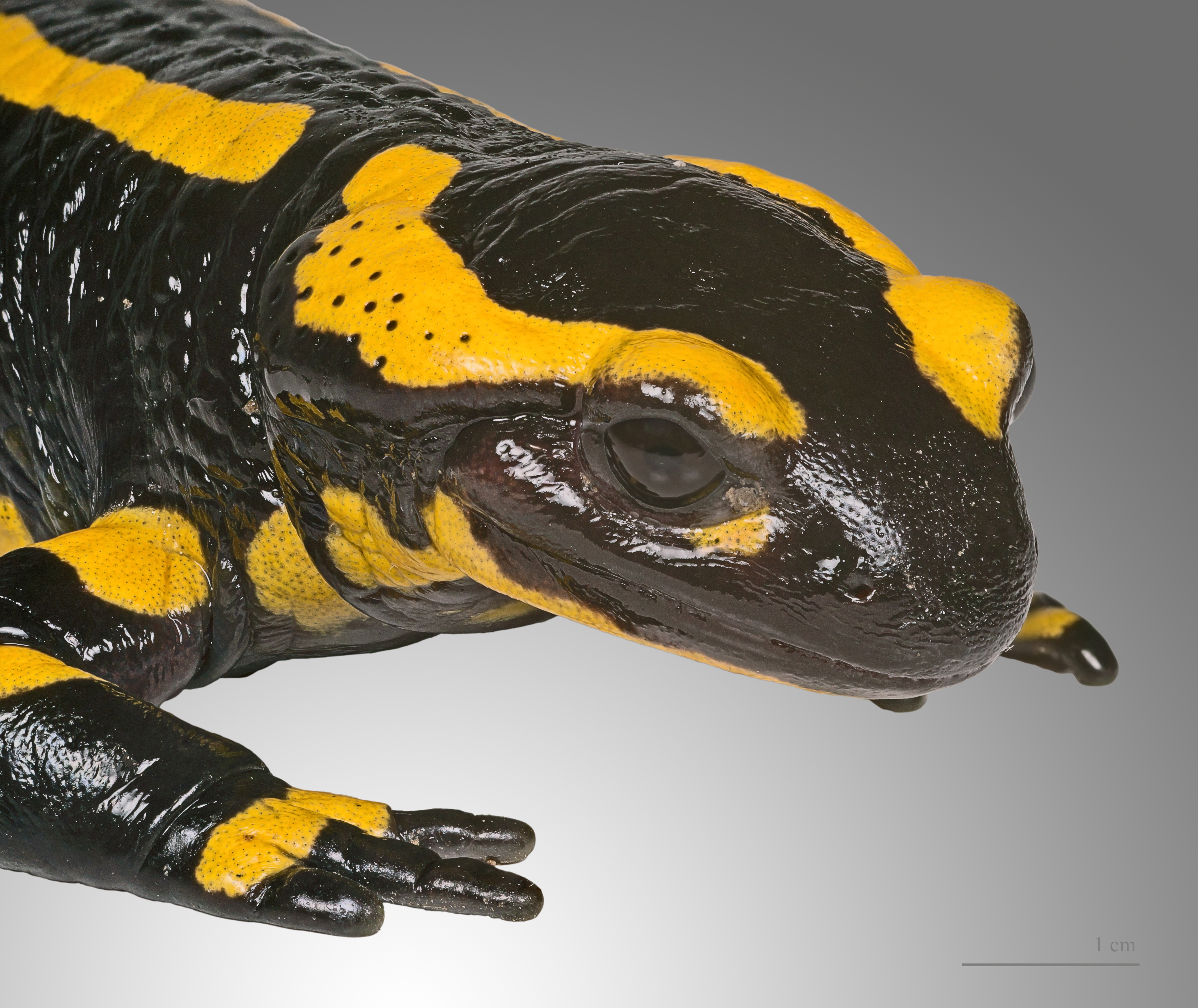
Salamandra salamandra

La salamandra pezzata è facilmente riconoscibile per la sua colorazione nera con vistose macchie gialle.
Raggiunge i 15–20 cm di lunghezza totale (coda compresa) e le femmine sono in generale più lunghe e grosse dei maschi. La pelle, liscia e lucente, è cosparsa di piccole ghiandole secernenti il muco che ricopre l'animale; il muco ha una funzione battericida (protegge la pelle dalle infezioni), riduce la disidratazione e ha un gusto repellente per gli eventuali predatori. Le tinte vivaci della pelle segnalano appunto che la salamandra non è commestibile: queste colorazioni appariscenti sono dette "colorazioni di avvertimento" (funzione aposematica).

## Distribuzione ed habitat

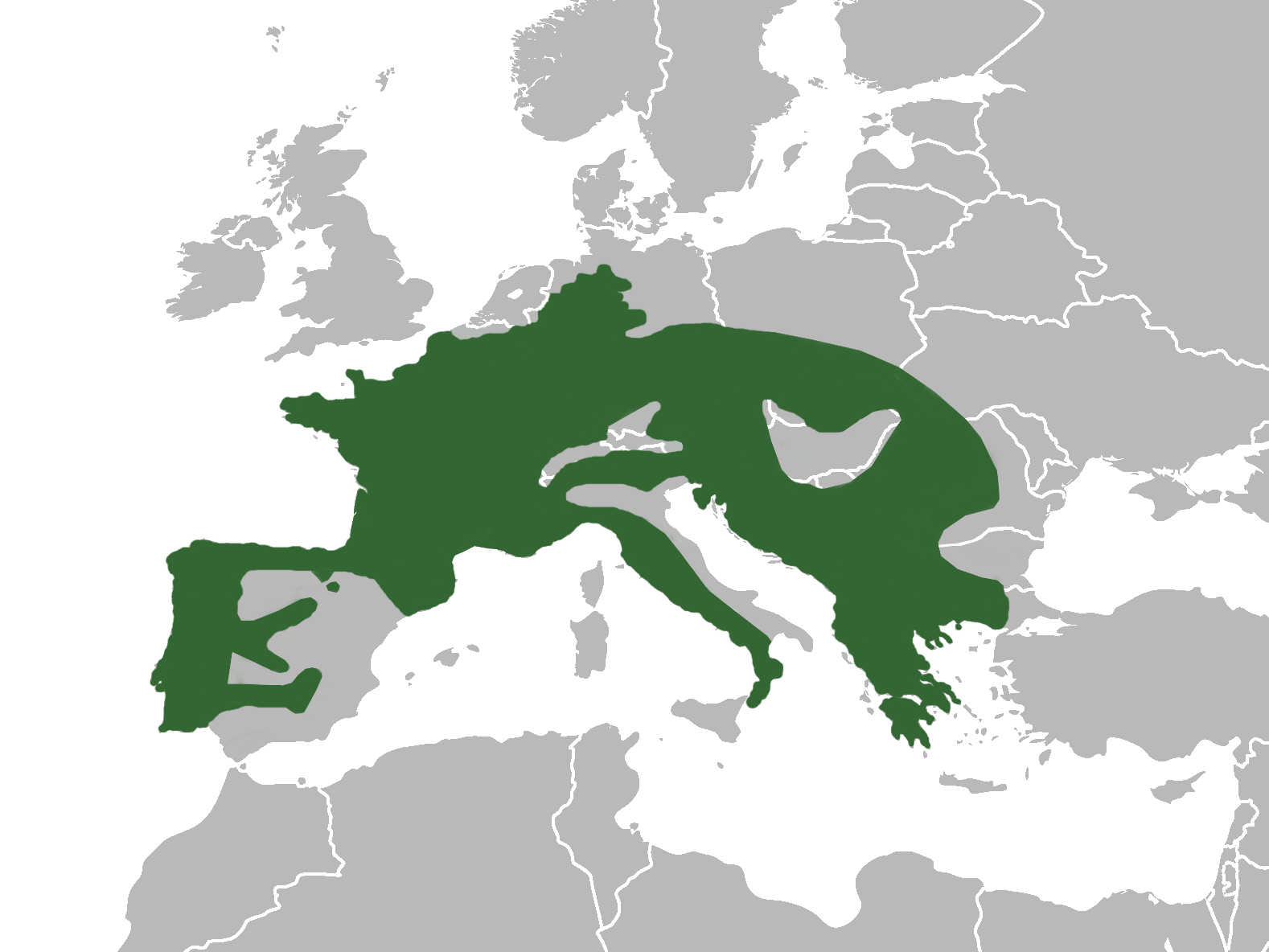
Areale della specie

Ha un'ampia distribuzione in Europa, comprendente varie aree della penisola iberica, l'Europa centrale, la penisola italiana, i Carpazi ed i Balcani. Nel Maghreb, in Corsica ed in Asia Minore vivono tre specie strettamente affini, Salamandra algira, Salamandra corsica e Salamandra infraimmaculata, che sino a poco tempo fa erano considerate semplici sottospecie.
La salamandra frequenta ambienti boscati freschi e umidi (in particolare quelli di latifoglie) attraversati da piccoli corsi d'acqua, spesso fondamentali per la riproduzione. Anche la struttura e le caratteristiche dei corsi d'acqua nei quali avviene la deposizione delle larve giocano infatti un ruolo molto importante nel determinare la distribuzione della specie. Corsi d'acqua poco profondi, dall'andamento naturale, con ricchezza di rifugi e substrato ben diversificato hanno maggiori probabilità di ospitare questo urodelo. 
Durante il giorno, gli animali si ritirano nei cosiddetti nascondigli diurni, in Europa centrale sono attivi nelle notti umide e fresche durante i mesi estivi. Oltre a fessure, strutture di piccoli mammiferi, grandi lastre di pietra o ceppi di alberi, vengono utilizzati anche tunnel minerari in disuso nell'ordine menzionato.
Anche la qualità dell'acqua è importante. La salamandra depone infatti solitamente in torrenti poco o per nulla inquinati con ampia disponibilità di macroinvertebrati (crostacei, larve di insetto ecc.) di cui le larve si nutrono. In alcuni casi la salamandra utilizza per la deposizione anche lavatoi, vasche e piccoli stagni alimentati da sorgenti che garantiscono un livello di ossigenazione adeguato. Inoltre la salamandra (essendo notturna) esce la sera o di giorno se ci sono piogge molto forti.

## Biologia
Gli adulti conducono una vita molto discreta, e sono normalmente attivi solo durante le ore notturne, o durante tempo piovoso e umido. Abitano diversi tipi di foreste, soprattutto boschi decidui misti, faggeti e castagneti, soprattutto in prossimità di corsi d'acqua.

### Comportamento
Si tratta di un anfibio prevalentemente notturno; appare durante il giorno solo in occasione di forti piogge. Nell'Europa meridionale, la salamandra pezzata è attiva soprattutto durante i mesi autunnali e primaverili, e non si ritira in letargo invernale. In Europa centrale, invece, queste salamandre sono attive in primavera ed estate, e vanno in letargo durante i mesi autunnali e invernali.
Di abitudini sedentarie, questi animali (soprattutto le femmine) rimangono assai fedeli ai loro rifugi; qui trovano riparo in gran numero, specie in inverno durante il periodo di latenza.
Contrariamente alle credenze popolari la Salamandra è innocua per l'uomo; l'unica precauzione da prendere è quella di non toccarsi gli occhi nel caso in cui si dovesse prendere in mano (cosa da evitare a mani nude e asciutte e solo in casi di necessità), in quanto il muco potrebbe causare irritazioni.

### Alimentazione
La dieta di questo anfibio è costituita da invertebrati, in particolare da lombrichi, molluschi, insetti e miriapodi.

### Riproduzione

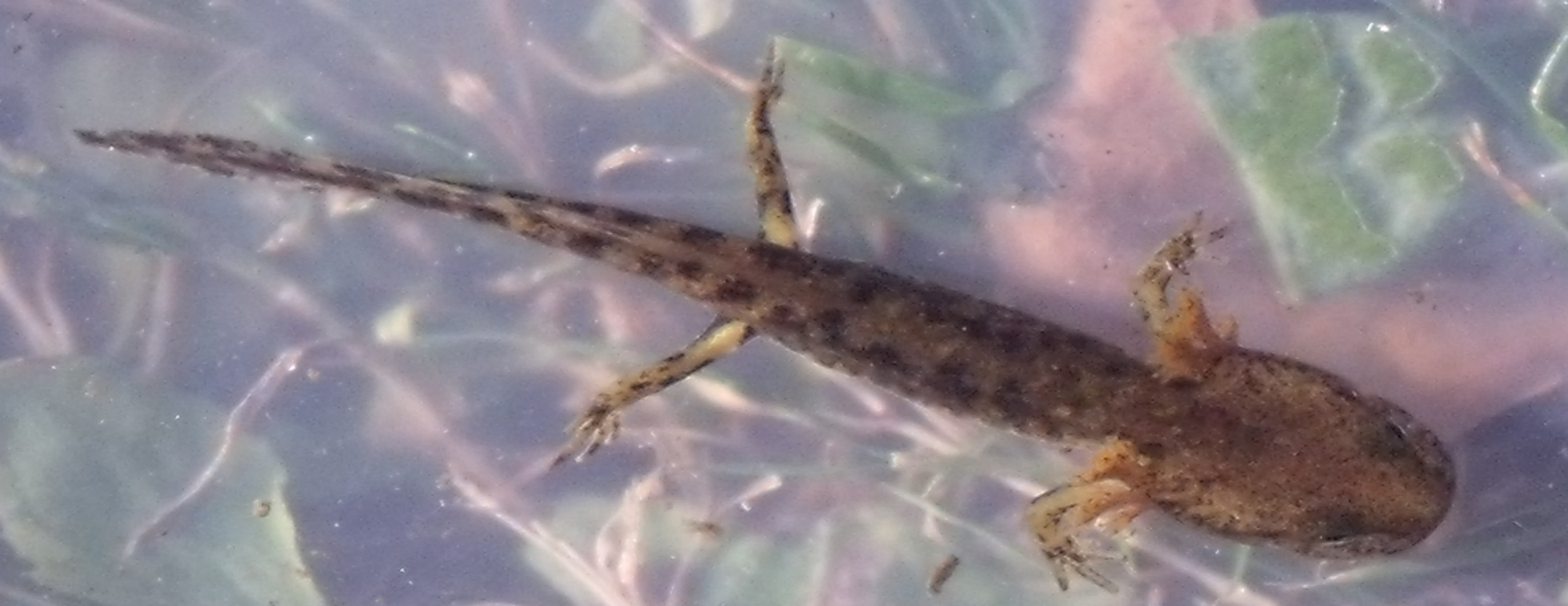
Larva di salamandra

Durante il periodo degli amori il maschio si esibisce in un complesso rituale di corteggiamento, alla fine del quale lascia sul terreno una spermatofora, contenente gli spermatozoi, che viene raccolta dalla femmina tramite le labbra cloacali oppure, sempre il maschio, afferra la femmina dal sotto e deposita la spermatofora; si sposta poi di lato in modo che la femmina ci cada sopra.
Nella primavera successiva le femmine depongono larve in ruscelli, torrenti o altri corsi d'acqua ben ossigenati. Esse possiedono branchie e quattro arti ben sviluppati, e si differenziano da altre larve di urodeli per la presenza di macchie chiare alla base degli arti. In alcune popolazioni montane di salamandra pezzata, le femmine sono ovovivipare e danno alla luce piccoli completamente sviluppati, ma non pronti alla vita terrestre se non dopo i primi 5/6 mesi.
Il processo che viene svolto dalle salamandre pezzate ovovivipare è il seguente:
la femmina all'interno della pancia tiene le uova (un po' come il feto nella pancia della mamma); dopo qualche tempo le uova si schiudono (sempre nella pancia della femmina) e in seguito la femmina partorisce i piccoli.

## Sistematica
La specie Salamandra salamandra presenta numerose sottospecie riconosciute, di cui 14 presenti in Europa. Alcune sono state in seguito ridescritte come specie separate.

In Italia è rappresentata da Salamandra salamandra salamandra propria delle regioni alpine e da Salamandra salamandra gigliolii, endemismo italico distribuito nelle Alpi Marittime e in tutto l'Appennino, sino alla Calabria.

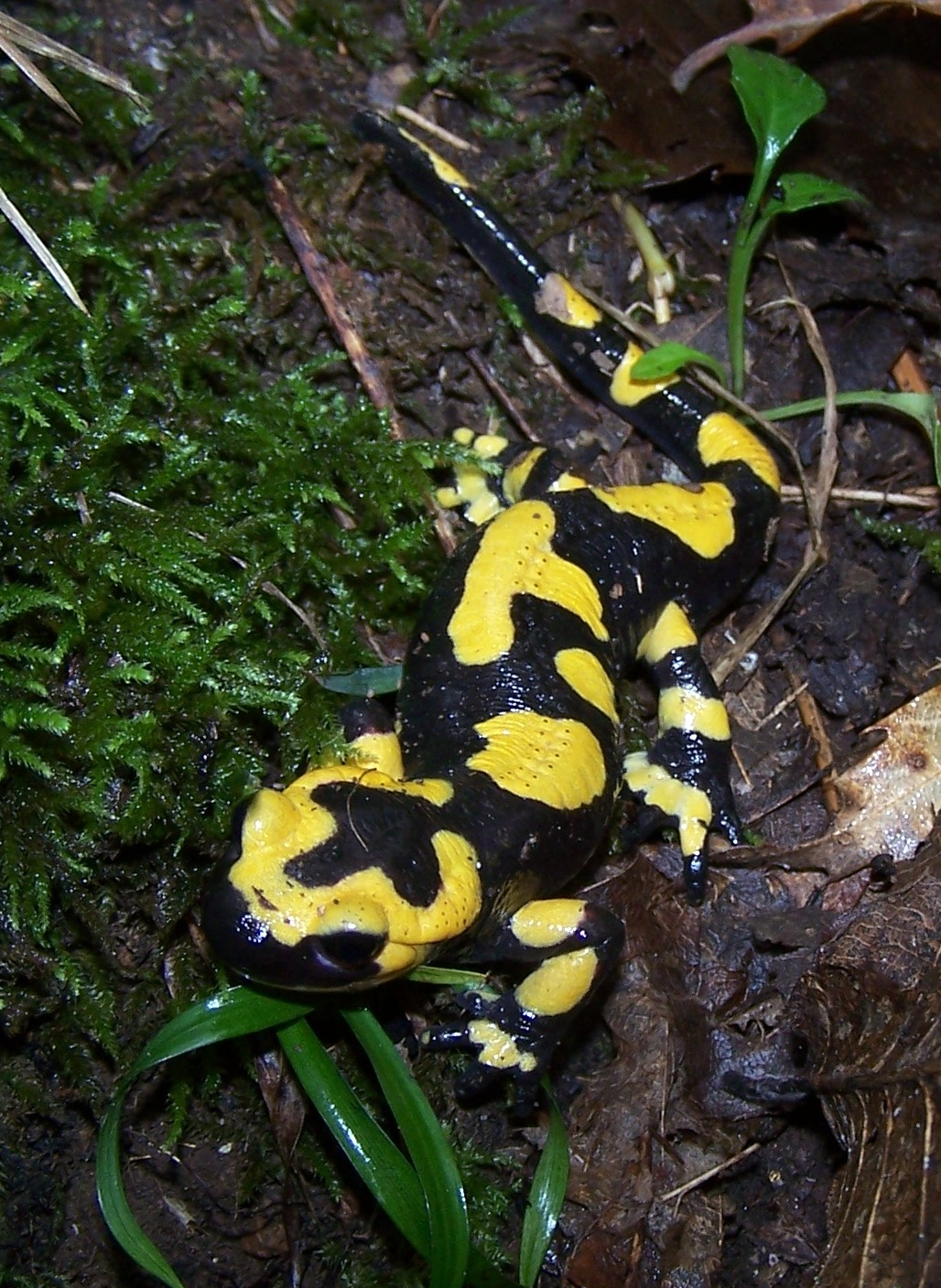
Salamandra salamandra gigliolii

- Salamandra salamandra almanzoris, della Sierra de Gredos,
- Salamandra salamandra alfredschmidti, delle Asturie
- Salamandra salamandra bejarae, della Spagna
- Salamandra salamandra bernardezi, delle Asturie
- Salamandra salamandra beschkovi, della Bulgaria (sottospecie discussa);
- Salamandra salamandra crespoi, del Portogallo
- Salamandra salamandra fastuosa, dei monti Cantabrici e Pirenei
- Salamandra salamandra gallaica, del Portogallo
- Salamandra salamandra gigliolii, dell'Appennino
- Salamandra salamandra infraimmaculata, del Vicino Oriente, oggi più spesso considerata una specie a sé.
- Salamandra salamandra longirostris, dell'Andalusia
- Salamandra salamandra morenica, della Sierra Morena
- Salamandra salamandra salamandra, dei Balcani, dell'Europa centro-orientale e delle Alpi e Prealpi italiane
- Salamandra salamandra semenovi, del Kurdistan, oggi considerata sottospecie della Salamandra infraimmaculata
- Salamandra salamandra terrestris, di Francia e Germania
- Salamandra salamandra werneri, della Grecia (sottospecie discussa).

## La salamandra nella cultura di massa
La salamandra pezzata è stata oggetto durante secoli di miti e credenze popolari, tra le quali figura quella secondo cui sarebbe in grado di sopravvivere nel fuoco. Questa credenza è totalmente falsa, e la pelle umida della salamandra la rende estremamente vulnerabile non solo a fonti di calore, ma anche al disseccamento lontano dall'acqua o da luoghi umidi. È parzialmente vera la credenza secondo la quale la salamandra sarebbe velenosa: le sue ghiandole cutanee possono infatti secernere una sostanza irritante per le mucose (bocca, occhi, ecc.); questa sostanza rappresenta una difesa contro i predatori, che vengono avvertiti del pericolo grazie alla colorazione aposematica della specie. Naturalmente per l'uomo non è pericolosa se non la si mette in bocca o se non ci si toccano gli occhi dopo averla maneggiata (cosa sconsigliabile date le malattie e i parassiti che potrebbe trasmettere).